# 万德站
万德站是一个京沪线上的铁路车站，位于山东省济南市长清区万德镇，建于1911年，目前为四等站，邮政编码为250309。目前客运：不办理旅客乘降；行李、包裹托运；货运：办理整车货物发到；不办理危险货物发到。